# Bistum Bydgoszcz
Das Bistum Bydgoszcz (lat.: Dioecesis Bydgostiensis, poln.: Diecezja bydgoska) ist eine in Polen gelegene römisch-katholische Diözese mit Sitz in Bydgoszcz (deutsch Bromberg).

## Geschichte
Das Bistum Bydgoszcz (dt. Bromberg) wurde am 24. Februar 2004 durch Papst Johannes Paul II. mit der Apostolischen Konstitution Dilectorum Poloniae fidelium aus Gebietsabtretungen der Bistümer Koszalin-Kołobrzeg und Pelplin sowie des Erzbistums Gniezno errichtet und dem Erzbistum Gniezno als Suffraganbistum unterstellt.
Erster Bischof wurde Jan Tyrawa. Ihm folgte im September 2021 Krzysztof Włodarczyk.

## Dekanate

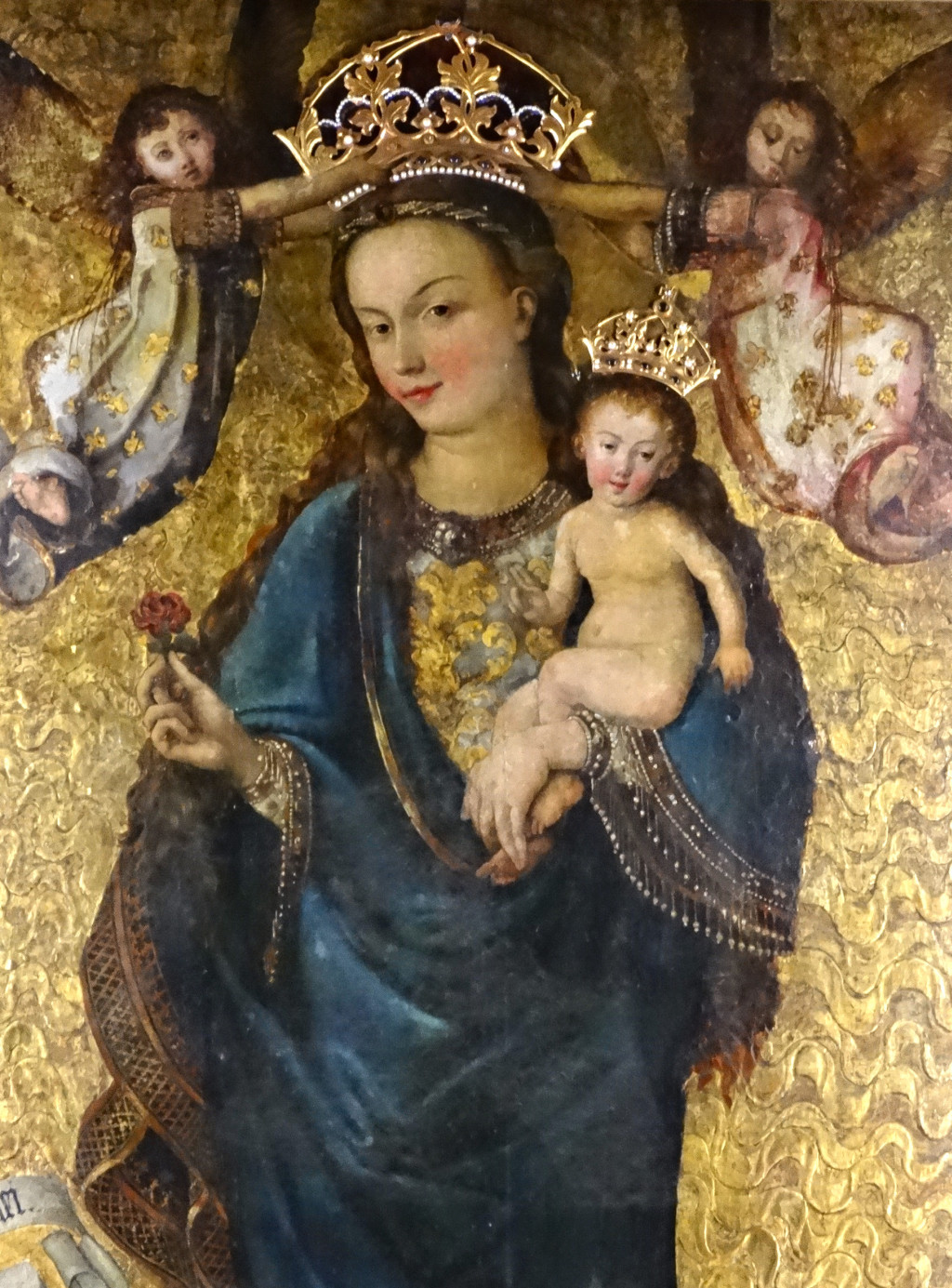
Unsere Liebe Frau von der Rose

| - Białe Błota (Weißfelde) - Bydgoszcz I (Północ) - Bydgoszcz II (Śródmieście) - Bydgoszcz III (Południe) - Bydgoszcz IV (Wyżyny) - Bydgoszcz V (Fordon) - Bydgoszcz VI (Bartodzieje) - Kcynia (Exin) - Łabiszyn (Labischin) | - Łobżenica (Lobsens) - Mrocza (Mrotschen) - Nakło (Nakel) - Osielsko (Osielsk) - Sępólno Krajeńskie (Zempelburg) - Wyrzysk (Wirsitz) - Wysoka (Wissek) - Złotów I (Flatow) - Złotów II |

## Bistumspatrone
- Matka Boża Pięknej Miłości – Unsere Liebe Frau von der Rose (Kathedrale von Bydgoszcz)
- Sel. Michał Kozal – 14. Juni